# Biblioteca Nacional d'Andorra
La Biblioteca Nacional d'Andorra és la primera biblioteca pública andorrana a crear-se, i la més important de l'Estat andorrà, originalment fundada el 8 de setembre del 1930, diada de la Mare de Déu de Meritxell, i reoberta a partir del 1974. Es va crear originàriament per iniciativa de la Societat Andorrana de Residents a Barcelona, un grup de joves exiliats andorrans, que fundaren la biblioteca gràcies als diversos donatius procedents de l'Associació Protectora de l'Ensenyança Catalana, la Il·lustració Catalana, el Sindicat de Metges de Catalunya, el Club Excursionista de Montgrony i el Centre Excursionista de Catalunya; i també de l'aportació de particulars, com els senyors Feliu Elies, M. Faura Sanç, J. Serra Vilaró i Manel Galilea.
La biblioteca es va instal·lar a l'anomenada habitació del bisbe de la Casa de la Vall, i compartia espai amb els nens de l'escola francesa d'Andorra la Vella.
Es va reinaugurar el 1974, en els actes de la reunió que el Consell General va celebrar pel tradicional consell de Sant Tomàs. El fons procedia dels donatius de la Casa de la Vall, de l'Exposició del llibre català, de les donacions d'algunes editorials i de les adquisicions pròpies.
El 1980 es va crear el Servei de Dipòsit Legal i el 1987 les edicions andorranes es van integrar a l'ISBN.
Després de diverses ubicacions l'any 1986 la biblioteca es trasllada a l'edifici Prada Casadet, on complia alhora les funcions de pública i nacional.
L'augment del fons bibliogràfic i la necessitat d'enfortir les tasques de preservació i conservació de la col·lecció bibliogràfica nacional, van fer necessària una reestructuració del servei, i el fons nacional es va patir dos trasllats. L'any 1996 tenia lloc el primer, dirigint la seu a la Casa Bauró, una antiga casa pairal situada al barri antic d'Andorra la Vella, propietat de la Fundació Clara Rabassa. El mes de juliol del 2020 tenia lloc el segon trasllat, portant les instal·lacions de la biblioteca a l'antic Hotel Rosaleda d'Encamp, edifici que comparteix amb el Ministeri de Cultura. La seva directora actual és Júlia Fernández.
Aprofitant la celebració del Dia de les Biblioteques a Andorra, el 24 d'octubre, la biblioteca publica cada any la revista Ex-libris Casa Bauró. Fulls de Bibliografia i el Catàleg de Publicacions del Govern d'Andorra.

## Funcions
Les funcions de la Biblioteca Nacional d'Andorra són:
- Recollir, catalogar, conservar i difondre el patrimoni bibliogràfic andorrà, format per les publicacions editades al país i la documentació de temàtica andorrana i/o feta per autors andorrans publicada a l'estranger

- Tenir cura del patrimoni bibliogràfic andorrà i preservar-lo.
- Adquirir tota aquella documentació que no arribi per mitjà del Servei de Dipòsit Legal.
- Ampliar el patrimoni bibliogràfic amb la recerca i l'adquisició de llibres antics i rars de rellevant valor històric i cultural.
- Adquirir, catalogar, conservar i difondre publicacions d'altres àmbits i procedències que siguin d'interès pels nostres usuaris.
- Elaborar i donar a conèixer la bibliografia d'Andorra de forma periòdica.
- Donar suport a les institucions bibliotecàries i culturals del país que ho requereixin, tot observant les normatives de caràcter internacional.
- Proposar i justificar la inscripció de béns mobles bibliogràfics a l'inventari general del patrimoni cultural d'Andorra.
- Tramitar els expedients de declaració de béns mobles bibliogràfics del patrimoni cultural d'Andorra béns d'interès cultural.